# Rinconada Zapotal
Rinconada Zapotal es una localidad peruana ubicada en el distrito de Morropón, perteneciente a la provincia homónima del departamento de Piura, al norte del Perú. 

## Ubicación
Rinconada Zapotal se ubica al norte de la provincia de Morropón, en el distrito homónimo, en el departamento de Piura.

## Demografía
En 2017 Rinconada Zapotal tenía una población de 33 habitantes.
| Gráfica de evolución demográfica de Rinconada Zapotal entre 1993 y 2017 |
|                                                                         |
| Fuentes: Población 1993 y 2017                                          |